# Jeff Henderson
Jeffery "Jeff" Henderson (North Little Rock, 19 de fevereiro de 1989) é um atleta e campeão olímpico norte-americano, especializado no salto em distância e em provas de velocidade.
Campeão pan-americano do salto em distância em Toronto 2015, venceu as seletivas norte-americanas para os Jogos da Rio 2016, onde conquistou a medalha de ouro com uma marca de 8,38 m, apenas 1 cm superior a do segundo colocado, Luvo Manyonga, da África do Sul.
Sua melhor marca pessoal é de 8,54 m, conquistada na vitória em Toronto. Na seletiva americana para os Jogos Olímpicos do Rio de Janeiro, ele saltou 8,59 m mas não teve a marca computada pelo salto ter sido dado com um vento a favor acima de 2 m/s, considerado não-elegível pelas regras da IAAF.
Sem conseguir se classificar para a final da prova no Campeonato Mundial de 2017, em Londres, ficou com a medalha de prata no Mundial seguinte, Doha 2019, no Qatar.